# 사면체
| 정사면체                              | 정사면체                   |
| ------------------------------------- | -------------------------- |
| (클릭해서 회전하는 모델을 볼 수 있다) |                            |
| 종류                                  | 플라톤 다면체              |
| 성분                                  | F = 4, E = 6 V = 4 (χ = 2) |
| 면의 수{변의 수}                      | 4{3}                       |
| 콘웨이 표기                           | T                          |
| 슐레플리 기호                         | {3,3}                      |
| 슐레플리 기호                         | h{4,3}, s{2,4}, sr{2,2}    |
| 면 배치                               | V3.3.3                     |
| 위토프 기호                           | 3 \| 2 3 \| 2 2 2          |
| 콕서터 다이어그램                     | = ·                        |
| 대칭                                  | Td, A3, [3,3], (*332)      |
| 회전군                                | T, [3,3]+, (332)           |
| 참조                                  | U01, C15, W1               |
| 특성                                  | 정다면체, 볼록델타다면체   |
| 이면각                                | 70.528779° = arccos(⁠1/3⁠)   |
| 3.3.3 (꼭짓점 도형)                   | 자기쌍대 (쌍대 다면체)     |
| 전개도                                |                            |

사면체(四面體)는 한 개의 꼭짓점에 세 개의 면이 만나고, 네 개의 삼각형 면으로 이루어진 3차원 다면체이다. 정사면체(正四面體, tetrahedron)는 사면체 중에서 각각의 면이 정삼각형인 3차원 정다면체를 가리킨다. 모서리의 수는 6개, 꼭짓점의 수는 면의 수와 같은 4이다. 또한 정사면체는 모든 면이 정삼각형인 삼각뿔이며 쌍대다면체는 자기 자신이다. 이면각은 약 70.53°이고 한 모서리에 만날 수 있는 정사면체 면의 개수는 3개, 4개, 5개이다. 이는 각각 정오포체, 정십육포체, 정육백포체에 해당하는데, 이것을 다른 방법으로 5개가 서로 교차해서 만나게 하면 거대 육백포체가 된다고 한다. 또한 정사면체 단독만으로는 3차원 유클리드 공간을 가득 채울 수 없어 벌집을 만들 수 없으나, 정팔면체와 조합한다면 3차원 공간을 가득 채울 수 있다. 이 벌집의 쌍대는 마름모십이면체 벌집인데, 마름모십이면체의 이면각은 120°이므로 3개가 모이면 벌집이 될 수 있다.

## 공식
한 변의 길이가 {\displaystyle a}인 정사면체의 부피, 겉넓이, 높이는 다음과 같다.
{\displaystyle V={\frac {\sqrt {2}}{12}}a^{3}}

{\displaystyle A={\sqrt {3}}a^{2}}

{\displaystyle h={\frac {{\sqrt {6}}a}{3}}}
밑면과 모서리 사이의 각은 {\displaystyle \arctan {\sqrt {2}}} (약 55°),
두 면 사이의 각(이면각)은 {\displaystyle \arccos {\frac {1}{3}}=\arctan 2{\sqrt {2}}} (약 71°)이다.
모든 각뿔과 같이, 밑면의 넓이가 {\displaystyle A}이고 밑면에서 맞은편 꼭짓점까지의 거리가 {\displaystyle h}일 때, 부피는 {\displaystyle V={\frac {1}{3}}Ah}이다.
또한, 사면체 ABCT의 부피는 다음과 같이 구해진다:

여기에서 {\displaystyle a}는 각 ATB의 크기, {\displaystyle b}는 각 BTC의 크기, 그리고 {\displaystyle c}는 각 CTA의 크기이다. 또한,
{\displaystyle V={\frac {(\mathbf {d} -\mathbf {a} )\cdot (\mathbf {d} -\mathbf {b} )\cdot (\mathbf {d} -\mathbf {c} )}{6}}}
이다.

## 같이 보기
- 마름쇠
- 사면체수